# Vila Militar (Osasco)

Vista aérea do bairro Vila Militar

Vila Militar  é um bairro localizado no município de  Osasco, São Paulo, Brasil. É delimitado ao Norte pelo
bairro Setor Militar ; a Leste pelo bairro Km 18; ao Sul com o bairro Cidade das Flores ; a Oeste com
o bairro Quitaúna. Os seus loteamentos são: Vila dos Militares; Conjunto Residencial Militar 2º Exército.

## Principais Vias
- Avenida dos Autonomists
- Rua General Newton Stilac Leal
- Avenida Eucalipto
- Rua Marechal Edgar de Oliveira.[1]

## Educação
- EMEF General Antônio de Sampaio.[1]